# Belka i Strelka: Karibskaya Tayna
Perros espaciales: Regreso a la Tierra (en ruso: Белка и Стрелка: Карибская тайна, romanizado: Belka i Strelka. Karibskaya Tayna, literalmente Belka y Strelka: Misterio del Caribe) es una película rusa de fantasía y comedia animada por computadora en 3D de 2020, escrita por Danil Trotensko, Artem Milanov, Mike Disa, Olga Nikiforova y Viktor Strenchencko y dirigida por Inna Evlannikova. 
La película fue producida por los estudios KinoAtis y Gorky Film Studio. En esta, el comando soviético envía a Belka y Strelka en una misión de reconocimiento a la isla de Cuba, donde un misterioso tornado comienza a succionar agua de la costa de esta. Se sumergen en el Mar Caribe para encontrar el verdadero misterio.
La película originalmente fue programada para estrenarse el 30 de abril de 2020 en Rusia, pero se pospuso hasta el 24 de septiembre de dicho año. El 11 de diciembre fue estrenada en el Reino Unido, con el título: Space Dogs: Return to Earth. Su lanzamiento digital estaba previsto para el 8 de marzo del 2021.

## Trama
Las valientes cosmonautas Belka y Strelka están en su nave espacial, cuando ven muestras de minerales raros en algún lugar del cinturón de asteroides. Deciden arriesgan sus vidas para extraer dichas muestras cuando reciben una llamada del comando soviético y son informadas sobre un misterioso y peligroso fenómeno de remolino que estaba ocurriendo en los trópicos del Océano Atlántico.
Ellas, quienes fueron las primeras que regresaron de una misión a Saturno, son enviadas a investigar. Mientras tanto, su mejor amigo, la rata Lenny, también está buscando llegar a los ciclones, viajando a Cuba en un intento por resolver este misterio. 
Una vez detectada la anomalía, deciden aventurarse hacia las profundidades del océano. Su módulo aterriza en el Mar Caribe y la rata se entera de esta desgracia, por lo tanto, decide embarcarse en un viaje para encontrarlas. Ellas realizan una misión heroica para regresar de las profundidades del mar, pero a la vez investigan el misterioso efecto de remolino, sin embargo, se encuentran con un enemigo inesperado, una traicionera pirata medusa.

## Doblaje
| Personaje         | Doblaje original | Doblaje inglés        |
| ----------------- | ---------------- | --------------------- |
| Belka             | Yulia Peresild   | María Antonieta Monge |
| Strelka           | Irina Pegova     | Mauriett Chayeb       |
| Venya (rata)      | Yevgeny Mironov  | Alexander Machado     |
| Tío Yasha (sello) | Sergey Burunov   | Jinon Deeb            |
| Elefante          | Sergey Shnurov   | Oscar Cheda           |
| Gaurd Croakagy    |                  | Jason Michael Kesser  |
| Grillo            |                  | Romulo A. Bernal      |

## Producción
En este largometraje, los creadores agregaron nuevos escenarios como el océano cerca de Cuba y el espacio exterior. Los animadores tomaron especial nota en los dibujos de los escenarios, pretendiendo que las imágenes tuvieran una calidad pintoresca.
Los creadores de la película dejaron claro que los personajes ya tenían personalidades bien definidas. Una nueva línea argumental que se le agregó a la película es cómo los perros ahora explorarán el fondo del océano. Los guionistas pretendían que la película incluyera componentes educativos como la ecología y la importancia de mantener el equilibrio en la naturaleza. Para el guion decidieron utilizar la trama de un misterioso fenómeno acuático para así resaltar la importancia de preservar el agua. Los escritores esperaban que al presentar una descripción precisa de la ecología, los espectadores pudieran apreciar la naturaleza.
Los escritores Olga Nikiforova y Viktor Strelchenko se unieron al equipo de redacción de guiones, así como Danil Trotsenko y Artem Milovanov. También fue coautor de este, el guionista y director estadounidense Mike Disa.
El proceso de doblaje comenzó el 20 de julio de 2019. El elenco incluyó a Yulia Peresild como Belka, Irina Pegova como Strelka, Yevgeny Mironov como Venya y Sergey Burunov como el tío Yasha. El elenco en idioma inglés incluyó a María Antonieta Monge como Belka, Mauriett Chayeb como Strelka y Jinon Deeb como el tío Yasha.
El desarrollo de personajes fue refinado con un claro énfasis en la amistad y el trabajo en equipo. Strelka recibe por primera vez el estatus oficial de comandante.
En esta película se presentan nuevos personajes que incluyen a la foca Yasha, la rata Venya, la cucaracha Tolik, entre otros. Debido a la recepción de Venya en las películas anteriores, dicho personaje fue convertido en parte principal de la trama.

### Banda sonora
El compositor Iván Uryupin se encargó de la partitura de esta. El estudio The First de Mosfilm grabó una banda sonora orquestal con varias canciones, con ayuda del director del teatro Bolshoi, Alexey Vereshchagin. Uryupin señaló que al componer música para una película animada se requiere más expresión en la música de esta.  Una de las canciones que fue incluida en la película es Song of Lagusa.

## Lanzamiento y distribución internacional
Loss directores de la película revelaron que la película se estrenaría en Rusia el 30 de abril de 2020. La película fue distribuida por Karoprokat en Rusia. En el festival Marché du Film 2019, Kinoatis cerró acuerdos para la distribución de la película en diferentes países como Turquía, Corea del Sur, Gran Bretaña, así como en el sudeste asiático y Oriente Medio.  El 30 de enero de 2019, Kinoatis realizó una gira de prensa, donde Vadim Sotskov, director general y productor del estudio anunció la película oficialmente.
En el mercado cinematográfico en línea de MIFA International celebrado en junio de 2019, Kinoatis  presentó la película a posibles distribuidores, logrando un acuerdo con Epic Pictures Group de Estados Unidos para distribuirla en dicho país. El 1 de septiembre de 2020, ProfiCinema publicó un video acerca de la película. Dicha campaña fue parte del evento #идемвкино (Lets Go the Movies) organizado por Film Foundation para reactivar la industria cinematográfica rusa luego de varios meses de cuarentena.
En octubre de 2020, se lanzó el tráiler en inglés de Space Dogs: Return to Earth. Belka y Strelka  se estrenó el 24 de septiembre de 2020, convirtiéndose en la primera película animada estrenada en Rusia durante la pandemia de COVID-19. A pesar de los constantes retrasos debido a la pandemia,  esta logró estrenarse casualmente 1 mes después del 60 aniversario del histórico vuelo al espacio de los perros soviéticos Belka y Strelka.
A nivel internacional, la película es distribuida por la distribuidora británica Signature Entertainment. Su estreno en el Reino Unido fue el 11 de diciembre de 2020, y fue emitida en más de 124 cines de dicho país.
En la edición digital de AFM ocurrida el 9 de noviembre de 2020, Epic Pictures Group acordó su distribución en el verano de 2021 en los Estados Unidos.

## Recepción
Una revisión de Kino Mail, cree que la película captura la verdadera esencia de un universo alternativo de la URSS en formato de animación: "Muchos eventos increíbles y giros en la trama caen sobre el espectador con una velocidad asombrosa. Al mismo tiempo, lo que es una rareza en estos días, los creadores de la cinta logran preservar la lógica y la coherencia de su mundo inusual, una caricatura alternativa de la URSS, donde los encantadores perros cosmonautas se han convertido en verdaderos superhéroes".
Kino Afisha, comentó que la película exploró el tema de los malentendidos y los problemas que pueden causar la mala comunicación. En general, la película es un entretenimiento para el público infantil y la resumió como "Star Trek" rusa para los más pequeños ".
Las críticas del Reino Unido fueron positivas hacia la película. The Up Coming from UK reseñó que la película es perfecta para los dueños de perros. Con 4/5 estrellas, la reseña destacó que la animación es "hermosa, evoca un sentido de magia y aventura que solo este género de cine puede crear. Belka y Strelka, renderizados digitalmente, se parecen inquietantemente a los cachorros espaciales soviéticos reales, mientras que son personajes adorables y fuertes por derecho propio. Los personajes secundarios vienen en todas las formas, tamaños y colores, y gran parte del humor de la función proviene de la rica variedad de animales en su animado mundo ". The Review Avenue, descubrió que la película tiene "una impresionante variedad de animales" destinados principalmente a entretener al público joven. En términos de animación, la reseña resumió: "Su animación es competente, llena de color y detalles adicionales en los diseños de sus personajes. Los perros titulares se parecen más a sus contrapartes del mundo real que nunca, y aparentemente se presta más atención a su pelo y pelaje en comparación a otros en la pantalla ".
La reseña de LondonNet explica: "Space Dogs: Return To Earth se pone en ralentí en primera marcha con una pieza inicial que involucra monstruos de hielo intergalácticos y mantiene el mismo ritmo a medida que los eventos se desarrollan por encima y por debajo de las olas. Algunas de las interpretaciones vocales se fusionan en tono y tono, aunque afortunadamente, la imagen de Evlannikova es liviana en diálogos significativos, por lo que nunca hay peligro de que se interrumpa un punto clave de la trama "  Movie Reviews 101 declaró: "Esta es una película que atraerá a la audiencia familiar con facilidad, se reirá un poco, lidiará con el trabajo en equipo, ya que tanto Belka como Strelka tendrán debilidades que la otra cubrirá y ayudará a superarlas."
La serie tiene tres largometrajes, además de dos series animadas, un musical, libros y juegos de mesa. En las calles de algunas ciudades rusas hay señales de tráfico con la imagen de dichos personajes. La primera película fue proyectada en 160 países y se tradujo a 45 idiomas.  La serie de películas también ha sido nominada a premios cinematográficos, incluido el premio de animación Multimir.